# Lago Okutama

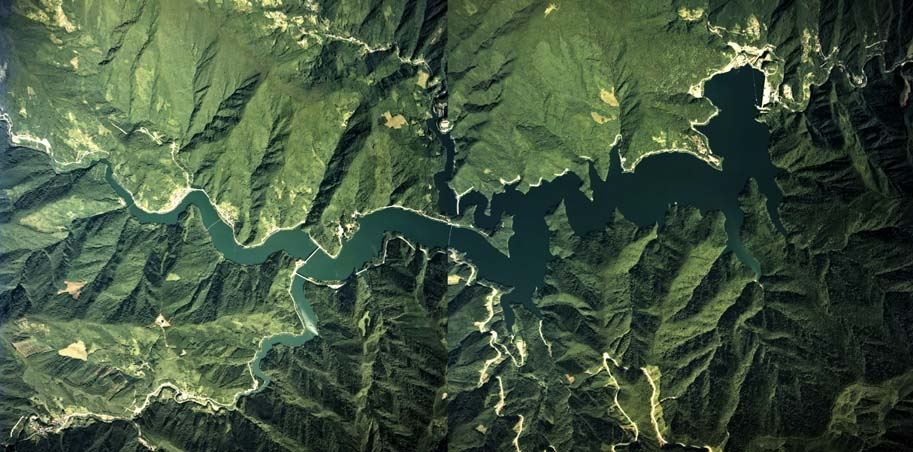
Foto satellitare del lago Okutama.

Il lago Okutama (奥多摩湖?, Okutama-ko) è un lago del Giappone che si estende tra Tokyo e la prefettura di Yamanashi. Situato al di sopra della diga di Ogōchi, è anche conosciuto con il nome di bacino di Ogōchi. È anche un'importante fonte di approvvigionamento di acqua potabile per la città di Tokyo.

## Descrizione
Il lago è situato nei pressi della cittadina di Okutama, nel distretto di Nishitama, e del villaggio di Tabayama, nel distretto di Kitatsuru.
È alimentato da due fiumi: il Tama e il Kosuge. La zona circostante il lago è rinomata per la celebrazione dell'hanami.